# Coatlancillo
Coatlancillo är en ort i Mexiko.   Den ligger i kommunen Tonaya och delstaten Jalisco, i den södra delen av landet, 500 km väster om huvudstaden Mexico City. Coatlancillo ligger 1 065 meter över havet och antalet invånare är 565.
Terrängen runt Coatlancillo är kuperad. Runt Coatlancillo är det ganska glesbefolkat, med 21 invånare per kvadratkilometer. Närmaste större samhälle är San Gabriel, 14,5 km söder om Coatlancillo. I omgivningarna runt Coatlancillo växer huvudsakligen savannskog.